# George Long
George Long (Sheffield, 5 novembre 1993) è un calciatore inglese, portiere del Norwich City.

## Carriera

### Club
Ha giocato nella prima divisione scozzese e nella seconda divisione inglese.

### Nazionale
Ha giocato nella nazionale inglese Under-18.
Nel 2013 ha partecipato ai Mondiali Under-20 come portiere di riserva, senza mai scendere in campo nel corso del torneo.

## Statistiche

### Presenze e reti nei club
Statistiche aggiornate al 10 novembre 2022.
| Stagione                | Squadra                 | Campionato              | Campionato | Campionato | Coppe nazionali | Coppe nazionali | Coppe nazionali | Coppe continentali | Coppe continentali | Coppe continentali | Altre coppe | Altre coppe | Altre coppe | Totale | Totale | Totale |
| Stagione                | Squadra                 | Comp                    | Pres       | Reti       | Comp            | Pres            | Reti            | Comp               | Pres               | Reti               | Comp        | Pres        | Reti        | Pres   | Reti   |        |
| ----------------------- | ----------------------- | ----------------------- | ---------- | ---------- | --------------- | --------------- | --------------- | ------------------ | ------------------ | ------------------ | ----------- | ----------- | ----------- | ------ | ------ | ------ |
| gen.-giu. 2011          | Sheffield United        | FLC                     | 1          | -4         | FACup+CdL       | 0               | 0               | -                  | -                  | -                  | -           | -           | -           | 1      | -4     |        |
| 2011-2012               | Sheffield United        | FL1                     | 2          | -5         | FACup+CdL       | 0               | 0               | -                  | -                  | -                  | FLT         | 2           | -2          | 4      | -7     |        |
| 2012-2013               | Sheffield United        | FL1                     | 36+2       | -33 + -2   | FACup+CdL       | 4+0             | -6 + 0          | -                  | -                  | -                  | FLT         | 2           | -2          | 44     | -43    |        |
| 2013-2014               | Sheffield United        | FL1                     | 27         | -35        | FACup+CdL       | 4+0             | -4 + 0          | -                  | -                  | -                  | FLT         | 0           | 0           | 31     | -39    |        |
| lug.-nov. 2014          | Oxford United           | FL2                     | 10         | -13        | FACup+CdL       | -               | -               | -                  | -                  | -                  | FLT         | 1           | -2          | 11     | -15    |        |
| nov. 2014-feb. 2015     | Sheffield United        | FL1                     | 0          | 0          | FACup+CdL       | 0               | 0               | -                  | -                  | -                  | FLT         | -           | -           | 0      | 0      |        |
| feb.-giu. 2015          | Motherwell              | SP                      | 13+2       | -17 + -1   | CS+SLC          | -               | -               | -                  | -                  | -                  | -           | -           | -           | 15     | -18    |        |
| 2015-2016               | Sheffield United        | FL1                     | 31         | -41        | FACup+CdL       | 3+1             | -1 + -3         | -                  | -                  | -                  | FLT         | 3           | -2          | 38     | -47    |        |
| 2016-2017               | Sheffield United        | FL1                     | 3          | -5         | FACup+CdL       | 0+1             | 0 + -2          | -                  | -                  | -                  | EFLT        | 1           | -2          | 5      | -9     |        |
| Totale Sheffield United | Totale Sheffield United | Totale Sheffield United | 100+2      | -123 + -2  |                 | 13              | -16             |                    | -                  | -                  |             | 8           | -8          | 123    | -149   |        |
| 2017-2018               | AFC Wimbledon           | FL1                     | 45         | -58        | FACup+CdL       | 3+1             | -4 + -3         | -                  | -                  | -                  | EFLT        | 0           | 0           | 49     | -65    |        |
| 2018-2019               | Hull City               | FLC                     | 4          | -8         | FACup+CdL       | 1+1             | -2 + -4         | -                  | -                  | -                  | -           | -           | -           | 6      | -14    |        |
| 2019-2020               | Hull City               | FLC                     | 45         | -86        | FACup+CdL       | 1+0             | -2 + 0          | -                  | -                  | -                  | -           | -           | -           | 46     | -88    |        |
| 2020-2021               | Hull City               | FL1                     | 8          | -5         | FACup+CdL       | 2+1             | -1 + -5         | -                  | -                  | -                  | EFLT        | 2           | 0           | 13     | -11    |        |
| Totale Hull City        | Totale Hull City        | Totale Hull City        | 57         | -99        |                 | 6               | -14             |                    | -                  | -                  |             | 2           | 0           | 65     | -113   |        |
| 2021-2022               | Millwall                | FLC                     | 0          | 0          | FACup+CdL       | 1+3             | -2 + -4         | -                  | -                  | -                  | -           | -           | -           | 4      | -6     |        |
| 2022-2023               | Millwall                | FLC                     | 36         | -37        | FACup+CdL       | 0+1             | 0 + -1          | -                  | -                  | -                  | -           | -           | -           | 37     | -38    |        |
| Totale Millwall         | Totale Millwall         | Totale Millwall         | 36         | -37        |                 | 5               | -7              |                    | -                  | -                  |             | -           | -           | 41     | -44    |        |
| 2023-2024               | Norwich City            | FLC                     | 7          | -16        | FACup+CdL       | 0+2             | 0 + -2          | -                  | -                  | -                  | -           | -           | -           | 9      | -18    |        |
| Totale carriera         | Totale carriera         | Totale carriera         | 268+4      | -363 + -3  |                 | 30              | -46             |                    | -                  | -                  |             | 11          | -10         | 313    | -422   |        |

## Palmarès

### Club

#### Competizioni nazionali
- Football League One: 2

Sheffield United: 2016-2017
Hull City: 2020-2021